# Pit Martin
Hubert Jacques "Pit" Martin (ur. 9 grudnia 1943  – zm. 30 listopada 2008) kanadyjski hokeista grający na pozycji centra występujący w ligach OHA, AHL I NHL. 

## NHL
W 1961 roku zadebiutował w zespole Detroit Red Wings zaliczając 1 asystę. W latach 1962–1964 występował w zespole AHL Pittsburgh Hornets zdobywając 13 punktów w klasyfikacji kanadyjskiej. Pod koniec sezonu 1963/1964 powrócił do Detroit Red Wings. W zespole występował w latach 1963–1965. W sezonie 1969-1970 zdobył Masterton Trophy. W latach 1967 – 1977 był zawodnikiem Chicago Black Hawks. 15 krotnie wystąpił w fazie Play-off. Karierę zakończył w 1979 roku w zespole Vancouver Canucks. W czasie swojej kariery zdobył 1101 punktów w klasyfikacji kanadyjskiej.

## Śmierć
Zginął 30 listopada 2008 na jeziorze Kanasuta na skutek wpadnięcia do lodowatej wody i wychłodzenia organizmu.